# Julio Castro del Rosario
Julio Castro del Rosario (1879-1936) fue un militar español, comandante de Infantería y gentilhombre de cámara de Su Majestad Alfonso XIII. Recibió la medalla de la Campaña de Filipinas, la medalla de Sufrimientos por la Patria, la Cruz Blanca del Mérito Militar (pensionada) y la Cruz de San Hermenegildo.
Julio Castro del Rosario nació en Celén, provincia de Manila, el 27 de septiembre de 1879. Su padre era el capitán de Infantería Gregorio Castro López, su madre la filipina Potenciana del Rosario Ramírez. Julio siguió la tradición familiar y se incorporó muy joven al ejército y ya era teniente al iniciarse la guerra en Filipinas. Guerra en la que participó en varios episodios bélicos hasta que fue capturado por los insurgentes, cautiverio del que logró evadirse llegando con una pequeña embarcación a Manila. Al finalizar la guerra optó por seguir siendo español y militar y viajó a la Península iniciando una prolongada carrera en el arma de Infantería hasta 1931.
Su carrera en el tiro fue espectacular (también practicó la esgrima sin tanta fortuna), a destacar sus campeonatos mundiales en rifle de guerra de Biarritz-Bayona 1912 y Loosduinen 1928 y sus numerosos campeonatos de España. Lamentablemente sólo participó en unos Juegos Olímpicos (Los Ángeles 1932) cuando ya tenía 52 años, obteniendo un noveno puesto en rifle, y se le premió con el honor de ser el abanderado. Las ausencias españolas de varios JJ. OO., la ausencia del tiro en otras (1928) y sus problemas personales en 1920 le privaron de más participaciones y de alguna posible medalla. Aun así, cuenta con el honor de ser el primer deportista español en ganar dos mundiales.

## Exploradores de España
Inició su trayectoria scout como instructor de la tropa de Santander de la asociación escultista Exploradores de España. Durante la Dictadura de Primo de Rivera fue secretario general de la misma, participando como delegado en el contingente al Jamboree Scout Mundial de 1929 en Birkenhead, Inglaterra.